# Iguanodontidae
Iguanodontidi (případně iguanodonti, zástupci kladu Iguanodontia) byli býložraví ptakopánví dinosauři, žijící v období jury a křídy. Nejznámější zástupce rodu Iguanodon byl druhým historicky popsaným rodem dinosaura v roce 1825. Původně malí dvounozí dinosauři se v průběhu doby vyvinuly v obří formy až o délce kolem 13 metrů a hmotnosti několika tun. Žili na území čtyř dnešních kontinentů - Asie, Afriky, Evropy a Severní Ameriky. Blízce příbuznou a vývojově odvozenou skupinou byli mladší, ve svrchní křídě značně rozšíření hadrosauridi (kachnozobí dinosauři).

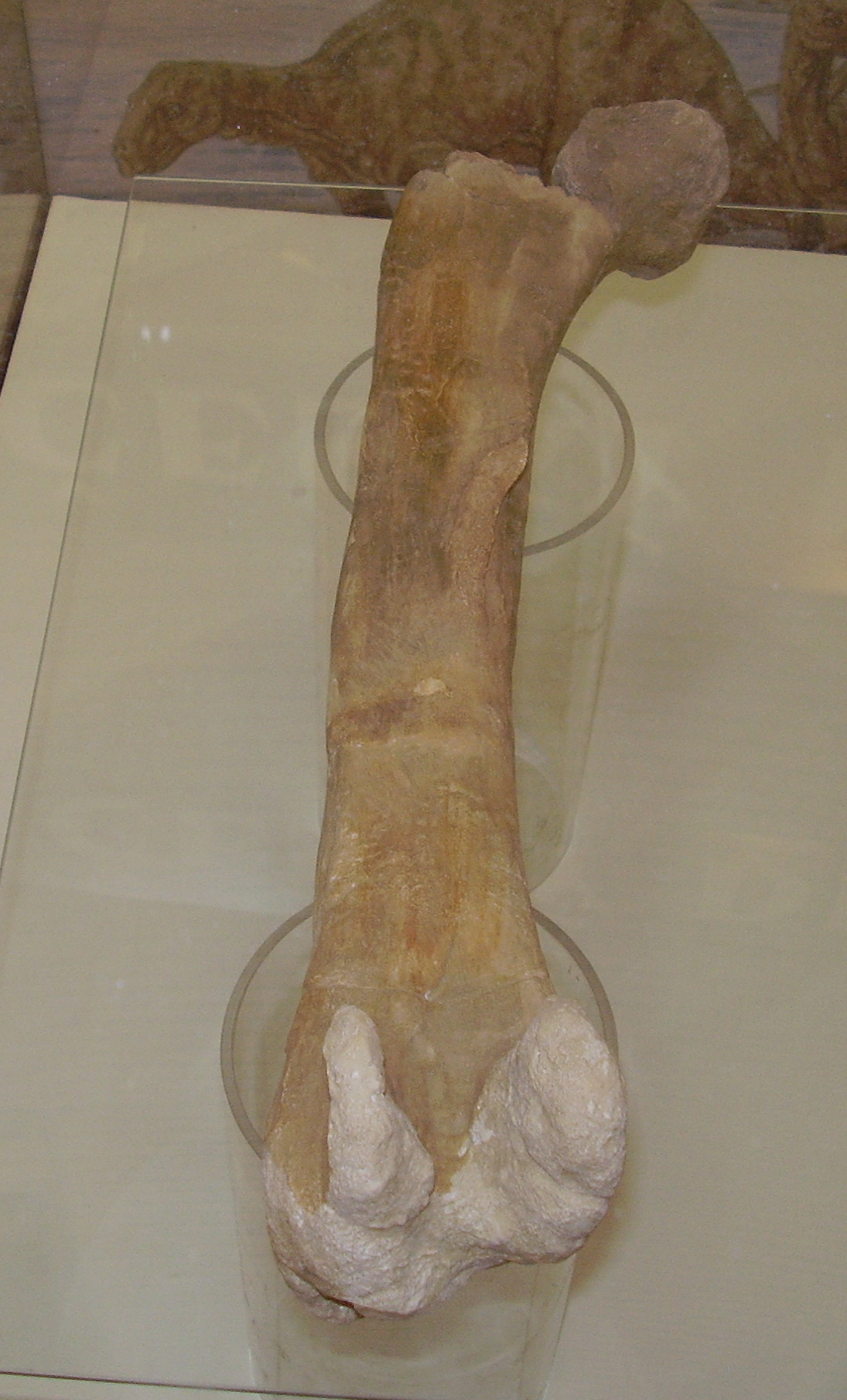
Z této skupiny možná pochází také zkamenělina českého ornitopodního dinosaura od Mezholez

## Český iguanodont
Do této čeledi podle starších představ patřil také jediný dle kosterních pozůstatků známý český dinosaurus, objevený nedaleko Kutné Hory v roce 2003. Šlo o malou ostrovní formu ornitopoda, vzdáleně příbuznou iguanodontům. Žil v době počátku svrchní křídy (geologický stupeň cenoman), asi před 95 miliony let.

## Taxonomie
- Čeleď Iguanodontidae
  - Iguanodon
  - Mantellisaurus
  - Ouranosaurus
  - Altirhinus
  - Eolambia
  - Fukuisaurus
  - Protohadros
  - Probactrosaurus
  - Nanyangosaurus
  - Shuangmiaosaurus

- Iguanodontidae incertae sedis (nejisté zařazení)
  - Cedrorestes
  - Equijubus
  - Jinzhousaurus
  - Lanzhousaurus
  - Lurdusaurus
  - Penelopognathus